# Mokrý trh

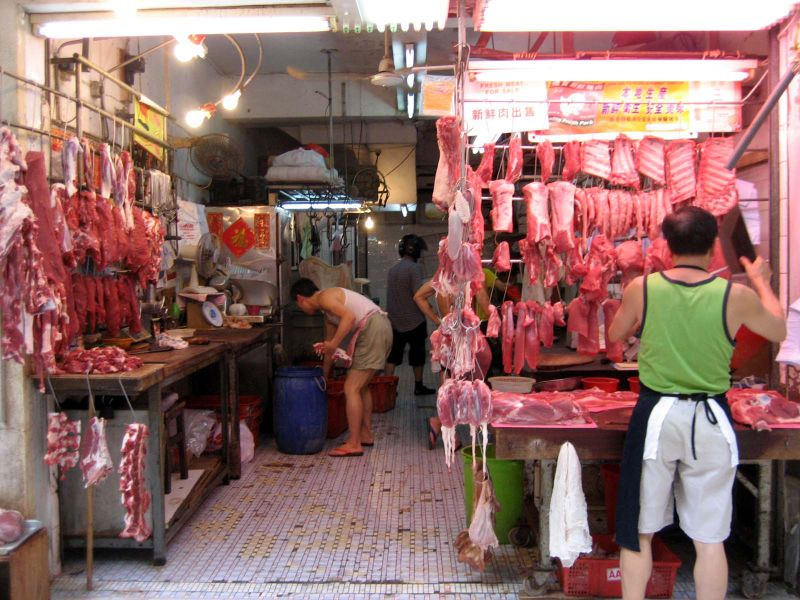
Mokrý trh v Hongkongu

Mokrý trh (někdy anglicky wet market) je označení pro trh nabízející zejména čerstvé maso, ryby, jejich produkty a další zboží podléhající zkáze. Tento typ tržního prodeje se spojuje hlavně s asijským regionem a vyskytuje se například v Číně, Hongkongu, Singapuru nebo Thajsku.
Velké kontroverze budí prodej divokých zvířat na některých čínských trzích (netopýři, štíři a další), který byl možnou příčinou přenosu virových onemocnění SARS (2002) a zejména covid-19 (2019) na člověka. V souvislosti s následnou světovou pandemií vešla ve známost zejména tržnice Chua-nan v čínském Wu-chanu.